# شيكو بواهكي
فرانسيسكو «شيكو» بواهكي دجي أولاندا (بالبرتغالية: Francisco "Chico" Buarque de Hollanda؛ من مواليد 19 يونيو 1944 في مدينة ريو دي جانيرو البرازيلية) ويعرف شعبيا ببساطة باسم «شيكو بواهكي»، هو مغني وعازف قيثارة وملحن وكاتب مسرحية وكاتب وشاعر برازيلي. هو يشتهر بموسيقاه التي كثيرا ما تحمل رسالة تعلق على الشؤون الاجتماعية والاقتصادية والثقافية في البرازيل بوجه عام وفي مدينة ريو دي جانيرو بوجه خاص.
وهو أول ابن ساغجيو بواهكي دجي أولاندا، شيكو بواهكي سكن في أماكن عديدة خلال مرحلة طفولته ولكنه قضى معظمها في مدينتي ريو دي جانيرو وساو باولو البرازيليتين ومدينة روما الإيطالية. كان يكتب ويدرس أدبا كطفل واكتشف الموسيقى مع مؤلفات البوسانوفا لتوم جوبيم وجواو جيلبيرتو. كان يؤدي كمغني وعازف قيثارة في عقد 1960 ويكتب مسرحية أعلنت الديكتاتورية العسكرية البرازيلية آنذاك أنها خطيرة. كان بواهكي وموسيقيون آخرون من حركتي تروبيكاليا وأميپابا تهددهم الحكومة العسكرية البرازيلية فقرر شيكو بواهكي الرحيل في سنة 1969 ليعيش في إيطاليا. رجع إلى البرازيل سنة 1970 وواصل يسجل ويؤدي ويكتب مع أن الحكومة كانت تراقب وتكبت الكثير من أعماله. نشر عدة ألبومات جديدة في عقد 1980 ونشر كذلك ثلاث روايات في عقدي 1990 و2000.

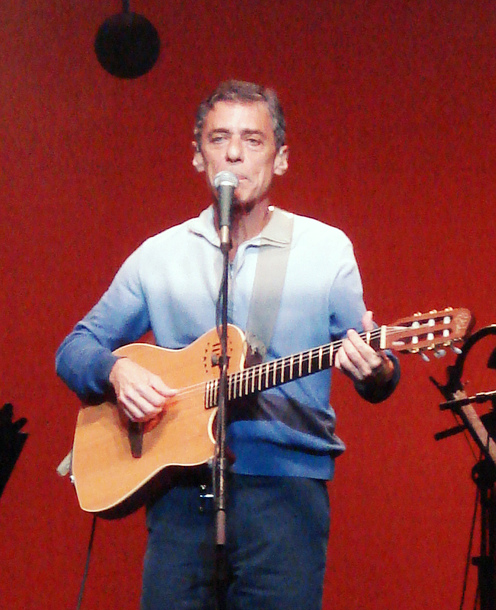
شيكو بواهكي يؤدي في 2007

## أغنية «كاليسي» (Cálice)
تجنبَ بواهكي المراقبة عقب انقلاب البرازيل سنة 1964 عن طريق استخدام استعارات غامضة وتعابير مجازية وأنواع أخرى من التلاعب بالكلام. على سبيق المثال، في أغنية «كاليسي» Cálice (قدح) وهي أغنية ثنائية كُتبت سنة 1973 مع جيلبرتو جيل ونُشرت مع ميلتون سنة 1978، يستعمل بواهكي الاشتراك اللفظي التلفظي بين الأمر البرتغالي «أسكت»— cale-se — و«قدح»— cálice — لمقاومة المراقبة الحكومية، تحت ستار القصة الإنجيلية عن صلاة يسوع في البستان الجثسيماني يطلب بيها أن يعبر الله عنه القدح. 
وسطر «أريد أن أشم أدخنة وقود الديزل» هو إشارة إلى موت المعتقل السياسي «ستوارت أنجل» (Stuart Angel) الذي أفيد بأنه  كان ملتصقا بفمه على عادم سيارة جيب خلال دورة تعذيب. بواهكي ووالدة ستوارت أنجل وهي زوزو أنجل كانا مقربين.

## جوائز
- 2010 São Paulo Prize for Literature — Shortlisted in the Best Book of the Year category for Leite Derramado[13]
- 2013 Casa de las Américas prize for Spilt Milk (Leche derramada, Leita derramada), winner of narrative fiction.

## تسجيلات
| - 1966: Chico Buarque de Hollanda (Vol. 1) - 1966: Morte e Vida Severina - 1967: Chico Buarque de Hollanda (Vol. 2) - 1968: Chico Buarque de Hollanda (Vol. 3) - 1969: Umas e outras – compacto - 1969: Chico Buarque na Itália - 1970: Apesar de você - 1970: Per un pugno di samba - 1970: Chico Buarque de Hollanda (Vol. 4) - 1971: Construção - 1972: Quando o carnaval chegar - 1972: Caetano e Chico - juntos e ao vivo - 1973: Chico canta, mildly edited by the censors of the النظام العسكري البرازيلي both in lyrics and title, it was originally called "Chico Canta Calabar". - 1974: Sinal fechado - 1975: Chico Buarque & Maria Bethânia ao vivo - 1976: Meus caros amigos - 1977: Cio da Terra compacto - 1977: Os saltimbancos - 1977: Gota d'água - 1978: Chico Buarque | - 1979: Ópera do Malandro - 1980: Vida - 1980: Show 1º de Maio compacto - 1981: Almanaque - 1981: Saltimbancos trapalhões - 1982: Chico Buarque en espanhol - 1983: Para viver um grande amor - 1983: O grande circo místico - 1984: Chico Buarque (Vermelho) - 1985: O Corsário do rei - 1985: Ópera do Malandro - 1985: Malandro - 1986: Melhores momentos de Chico & Caetano - 1987: Francisco - 1988: Dança da meia-lua - 1989: Chico Buarque - 1990: Chico Buarque ao vivo Paris le Zenith - 1993: Para Todos - 1995: Uma palavra - 1997: Terra | - 1998: As cidades - 1998: Chico Buarque da Mangueira - 1999: Chico ao vivo - 2001: Chico e as cidades (DVD) - 2001: Cambaio - 2002: Chico Buarque – Duetos - 2003: Chico ou o país da delicadeza perdida (DVD) - 2005: Meu Caro Amigo (DVD) - 2005: A Flor da Pele (DVD) - 2005: Vai passar (DVD) - 2005: Anos Dourados (DVD) - 2005: Estação Derradeira (DVD) - 2005: Bastidores (DVD) - 2006: O Futebol (DVD) - 2006: Romance (DVD) - 2006: Uma Palavra (DVD) - 2006: Carioca (CD + DVD with the documentary Desconstrução) - 2007: Carioca Ao Vivo - 2011: Chico - 2012: Na Carreira (DVD) |

## أعمال أخرى
| 'كتب' - 1966: A Banda (Songbook) - 1974: Fazenda Modelo - 1979: Chapeuzinho Amarelo - 1981: A Bordo do Rui Barbosa - 1991: Estorvo - 1995: Benjamin - 2003: Budapeste - 2009: Leite Derramado - 2014: O Irmão Alemão | 'مسرحيات' - 1967/8: Roda Viva - 1973: Calabar (coauthored with روي جويرا) - 1975: Gota d'água - 1978: Ópera do Malandro (based on John Gay's Beggar's Opera and Bertolt Brecht's Threepenny Opera) - 1983: O Grande Circo Místico | 'أفلام' - 1972: Quando o carnaval chegar (coauthor) - 1983: Para viver um grande amor (coauthor) - 1985: Ópera do Malandro - 2009: Budapeste (based on his book) |

## في الثقافة الشعبية
أصبح غلف ألبومه Chico Buarque de Hollanda من عام 1966 ميما في الوسائل الإعلامية الاجتماعية، والذي يتكون من صورتين لوجه—أحدهما جاد والآخر سعيد. حتى الموسيقي شارك في الظاهرة ونشر نسخة من الميم من حسابه على إنستغرام في يوليو 2017.

## روابط خارجية
- شيكو بواهكي على موقع IMDb (الإنجليزية)
- شيكو بواهكي على موقع مونزينجر (الألمانية)
- شيكو بواهكي على موقع ألو سيني (الفرنسية)
- شيكو بواهكي على موقع ميوزك برينز (الإنجليزية)
- شيكو بواهكي على موقع قاعدة بيانات الأفلام السويدية (السويدية)
- شيكو بواهكي على موقع أول ميوزيك (الإنجليزية)
- شيكو بواهكي على موقع ديسكوغز (الإنجليزية)
- شيكو بواهكي على موقع ديسكوغز (الإنجليزية)
- شيكو بواهكي على موقع قاعدة بيانات الفيلم (الإنجليزية)

- الموقع الرسمي
 (بالبرتغالية) * Vai passar على يوتيوب
- O que será على يوتيوب
- O Meu Amor على يوتيوب
- Oliveria، Luiz Roberto؛ Buarque, Chico؛ Lombardi, Jerry (30 أبريل 2000). "My Greatest Maestro". Clube do Tom. مؤرشف من الأصل في 2013-12-07.
- المشروح شيكو Buarque الألبومات على Slipcue.com